# 160ª Brigata meccanizzata
La 160ª Brigata meccanizzata autonoma (in ucraino 160-та окрема механізована бригада?, 160-ta okrema mechanizovana bryhada, unità militare A4977) è un'unità di fanteria meccanizzata delle Forze terrestri ucraine, subordinata al Comando operativo "Ovest" e con base a Staryči nell'oblast' di Leopoli.

## Storia
La brigata è stata costituita il 25 giugno 2024, in seguito alla nuova legge sulla mobilitazione che ha abbassato l'età minima per la coscrizione da 27 a 25 anni, in previsione di una possibile offensiva ucraina nel 2025 con il supporto di equipaggiamento e addestramento forniti dai partner occidentali. Il personale, composto anche da alcuni ucraini residenti in Polonia e presentatisi come volontari, ha iniziato l'addestramento con l'esercito polacco durante l'estate. Alla fine di ottobre la creazione dell'unità è stata annunciata ufficialmente, rivelandone lo stemma.

## Struttura
- Comando di brigata[5]
- 1º Battaglione meccanizzato
- 2º Battaglione meccanizzato
- 3º Battaglione meccanizzato
- 1º Battaglione fucilieri
- Battaglione corazzato
- Gruppo d'artiglieria
- Battaglione artiglieria missilistica contraerei
- Battaglione genio
- Battaglione logistico
- Battaglione manutenzione
- Compagnia ricognizione
- Compagnia comunicazioni
- Compagnia radar
- Compagnia difesa NBC
- Compagnia medica

## Comandanti
- Colonnello Volodymyr Babanin (giugno 2024 - aprile 2025)[6]
- Colonnello Vjačeslav Husyns'kyj (aprile 2025 - in carica)[7]